# گلزار پیری
گلزار پیری یا پیری بنیاد، روستایی در دهستان کرباسک بخش کرباسک شهرستان زابل در استان سیستان و بلوچستان ایران است.

## جمعیت
بر پایه سرشماری عمومی نفوس و مسکن در سال ۱۳۹۵، جمعیت این روستا برابر با ۲۸۷ نفر (۷۷ خانوار) بوده‌است.